# Répáshuta
Répáshuta là một thị trấn thuộc hạt Borsod-Abaúj-Zemplén, Hungary. Thị trấn này có diện tích 16,79 km², dân số năm 2010 là 468 người, mật độ 28 người/km².